# Nilar Thein
Nilar Thein (en birman : နီလာသိန်း, à prononcer [nìlà θéiɴ]), née le 4 mars 1972 à Rangoun, est une militante birmane pour la démocratie. Détenue comme prisonnière politique de 2008 à 2012 à la prison de Thayet dans la région de Magway en Birmanie, Amnesty International la considérait comme une prisonnière d'opinion.

## Biographie

### Soulèvement 8888 et arrestations ultérieures
Née en 1972, Nilar Thein est originaire de Rangoun en Birmanie. Elle et son futur mari, Kyaw Min Yu, plus connu sous le nom de « Ko Jimmy », ont participé au soulèvement 8888 de 1988 (s'appelant 8 8 88 pour 8 août 1988), s'opposant au maintien du régime de la dictature militaire du « Conseil d'État pour la paix et le développement » (State Law and Order Restoration Council - SLORC). En 1990, elle a été emprisonnée pendant deux mois pour sa participation à des manifestations. En décembre 1996, elle a été de nouveau arrêtée pour avoir organisé des manifestations et condamnée à dix ans d'emprisonnement, qu'elle a purgés à la prison de Thayawaddy. Elle a déclaré avoir été maltraitée et harcelée sexuellement par le personnel de la prison pendant cette peine, déclarant que « sous le chef de la prison, U Win Myint, les prisonniers condamnés pour viol étaient détenus à côté du bâtiment des femmes... Le personnel de la prison et ces prisonniers venaient nous regarder pendant que nous prenions notre bain ». Elle a été libérée en 2003. En 2005, elle a épousé Kyaw Min Yu. À peu près au même moment, elle a rejoint le groupe d'étudiants de la génération 88 nouvellement formé.

### Rôle dans les manifestations de 2007
En août 2007, de nouvelles manifestations anti-gouvernementales, populairement connues sous le nom de « révolution du safran » pour l'implication importante des moines bouddhistes, ont éclaté à Rangoun en réponse à l'augmentation des prix du carburant et des matières premières. Dans le cadre des manifestations, Nilar Thein a organisé une marche d'environ 500 personnes pour protester contre les politiques gouvernementales. Lorsque la police a commencé à rechercher les organisateurs de la manifestation, Nilar Thein s'est cachée. Son mari avait déjà été arrêté dans la nuit du 21 août et envoyé à la prison d'Insein.
En mai, Nilar Thein avait donné naissance à une petite fille, Phyu Nay Kyi Min Yu, et lorsqu'il était devenu trop difficile de se cacher avec son enfant, elle l'avait confiée à sa belle-famille,. Elle a ensuite échappé à la capture pendant un peu plus d'un an, changeant fréquemment de lieu et de numéro de téléphone portable pour éviter d'être détectée ; elle a déclaré à un journaliste qu'à un moment donné de cette période, elle avait échappé à son arrestation dans un taxi pousse-pousse. En mars 2008, People in Need a décerné à Nilar Thein, ainsi qu'aux prisonniers politiques Su Su Nway et Phyu Phyu Thin, le prix Homo Homini. Le 19 juin 2008, Nilar Thein a publié un éditorial dans le journal thaï en anglais The Nation, protestant contre le traitement réservé par le gouvernement birman aux femmes et aux enfants. Elle y demande: « Lorsque le gouvernement lui-même est l’auteur d'abus contre les droits de l’homme et l’auteur de viols et d’autres formes de violence sexiste, qui protégera les victimes? Qui mettra fin à leur tragédie? Qui assurera la joyeuse réunion des mères avec leurs enfants ? »

### Arrestation, procès et emprisonnement
Le 10 septembre 2008, Nilar Thein a été arrêtée alors qu'elle allait rendre visite à la mère d'un autre prisonnier politique, Ant Bwe Kyaw, à Yangon. Le 11 novembre, elle et son mari ont été condamnés avec les autres membres du groupe des étudiants de la génération 88, Htay Kywe, Mie Mie et dix autres militants pour quatre chefs d'accusation d'« utilisation illégale de médias électroniques » et un chef d'accusation de « formation d'une organisation illégale ». Les quatorze militants furent condamnés à des peines de 65 ans à la prison de Thayet.
En janvier 2009, sa famille a appris de seconde main qu'elle avait développé un ulcère gastro-duodénal et craignait que sa santé ne se détériore. En décembre 2010, la famille de Nilar Thein a rapporté que les responsables de la prison les avaient empêchés de la voir, même pour amener l'enfant de Nilar Thein pour une visite. Nilar Thein a répondu par une grève de la faim.

### Libération
Nilar Thein et son époux Ko Jimmy ont été libérés le 13 janvier 2012 dans le cadre d'une grâce présidentielle de masse des prisonniers politiques. S'exprimant de l'extérieur de la prison le jour de sa libération, elle a déclaré à l'Irrawaddy : « Je suis heureuse et je serai très heureuse de voir ma famille. Nous nous impliquerons dans la réforme démocratique avec Auntie (Aung San Suu Kyi) ».

### Génocide Rohingya
En septembre 2017, au plus fort du génocide des Rohingyas, la persécution violente de la minorité majoritairement musulmane du Myanmar, les Rohingyas, Nilar Thein aurait été photographiée escortée par un groupe de soldats apparemment des forces armées birmanes et aidant, lors d'une tournée dans la région du conflit, l'État d'Arakan au Myanmar. Elle a par la suite fait partie d'un groupe de militants de la génération 88 pour la paix et la société ouverte apparaissant lors d'une conférence de presse, le 13 septembre 2017, au cours de laquelle ils ont publié une déclaration écrite qui niait la version des événements décrits dans les principaux médias internationaux, et dans laquelle les principales personnalités du groupe ont publié une déclaration se rangeant essentiellement du côté du gouvernement civil du Myanmar dans son traitement sévère de la communauté Rohingya,.